# Rocas do Vouga
Pour les articles homonymes, voir Rocas.
Rocas do Vouga est une paroisse civile portugaise (en portugais : freguesia) de la municipalité de Sever do Vouga dans le district d'Aveiro.

## Géographie
La Vouga marque la limite sud du territoire de la paroisse.

## Démographie
Lors du recensement de 2021, Rocas do Vouga compte 1 508 habitants.